# マルロー美術館
マルロー美術館(マルローびじゅつかん、フランス語: Musée d'art moderne André Malraux)（MuMaとも呼ばれる）は、フランスのル・アーヴルにある美術館で、フランス国内で最も豊富な印象派絵画のコレクションが収められている。
1961年に美術館がオープンした当時の文化相のアンドレ・マルローにちなんで名付けられた。

## コレクション
美術館には直近5世紀の美術コレクションが収められており、印象派の絵画コレクションはパリのオルセー美術館に次いで2番目に豊富である。 
フランスのノルマンディーに住み、働いていたクロード・モネやその他の芸術家による絵画がある。
ジャン＝バティスト・カミーユ・コロー、ウジェーヌ・ブーダン（彼の作品のコレクションは世界で最大）、ウジェーヌ・ドラクロワ、ギュスターヴ・クールベ、エドガー・ドガ、エドゥアール・マネ、ピエール＝オーギュスト・ルノワール、ポール・ゴーギャン、アルフレッド・シスレー、カミーユ・ピサロ、ポール・セリュジエ、エドゥアール・ヴュイヤールの絵画がある。
現代美術では、アンリ・マティス、アルベール・マルケ、ラウル・デュフィ、キース・ヴァン・ドンゲン、フェルナン・レジェ、アレクセイ・フォン・ヤウレンスキー、ニコラ・ド・スタールなどのアーティストの作品が収められている。 
ヘンドリック・テル・ブルッヘン、ホセ・デ・リベーラ、シモン・ヴーエ、ルカ・ジョルダーノ、フランチェスコ・ソリメーナ、ユベール・ロベール、ジョン・コンスタブル、テオドール・ジェリコーの絵画を展示する古いマスターセクションもある。
Olivier Senn（1864年 - 1959年）のコレクションが、2004年に美術館に寄贈され、印象派と現代美術の巨匠による205点以上の絵画が収められている。
寄付のおかげで、MuMaの印象派作品のコレクションは、現在、フランスで最大のものの1つであり、一般市民はピエール＝オーギュスト・ルノワール、カミーユ・ピサロ、アルフレッド・シスレー、エドガー・ドガ、ギュスターヴ・クールベ、ジャン＝バティスト・カミーユ・コローの作品を楽しむことができる。

### ギャラリー

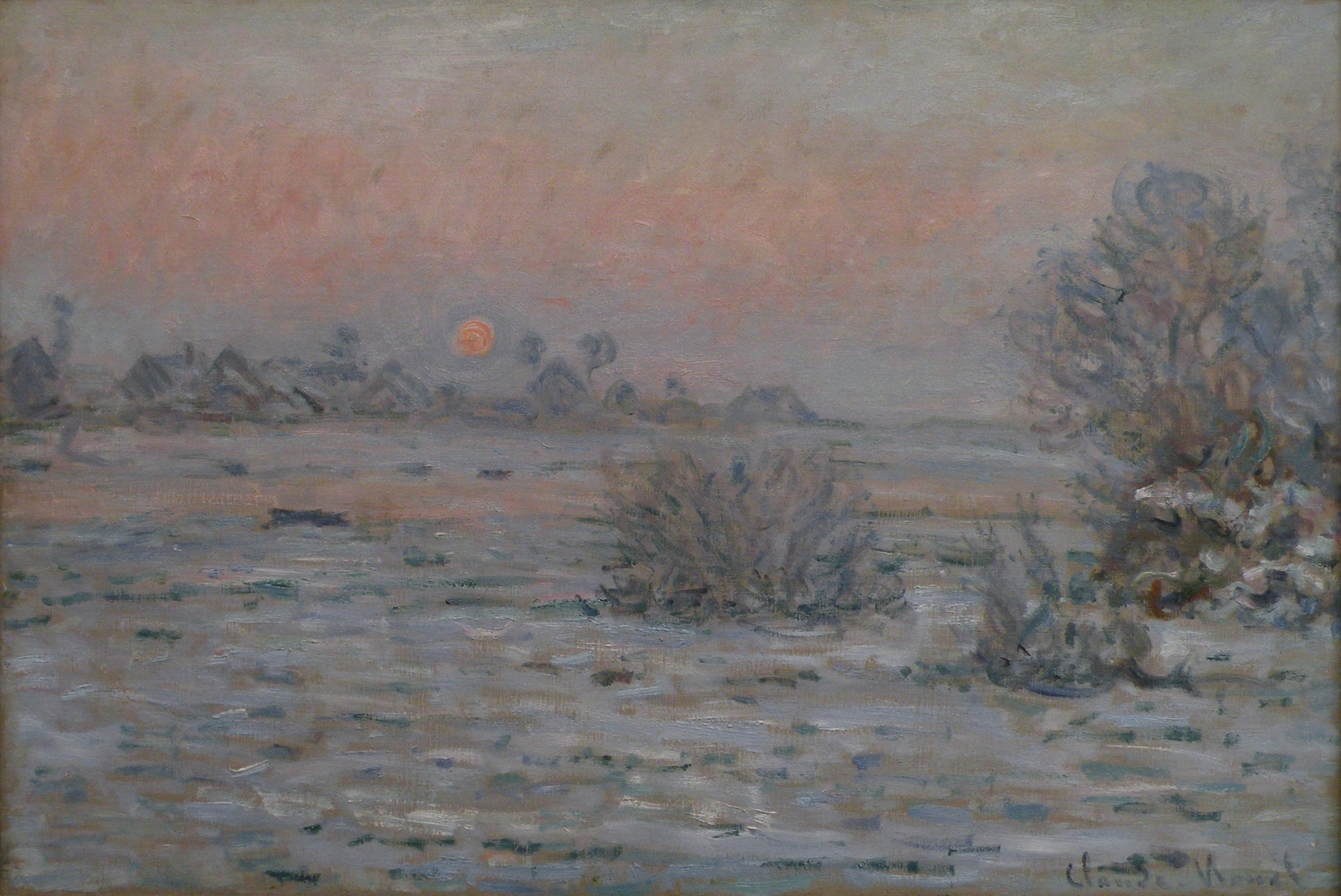
クロード・モネ, Soleil d'hiver à Lavacourt (1879年-1880年)
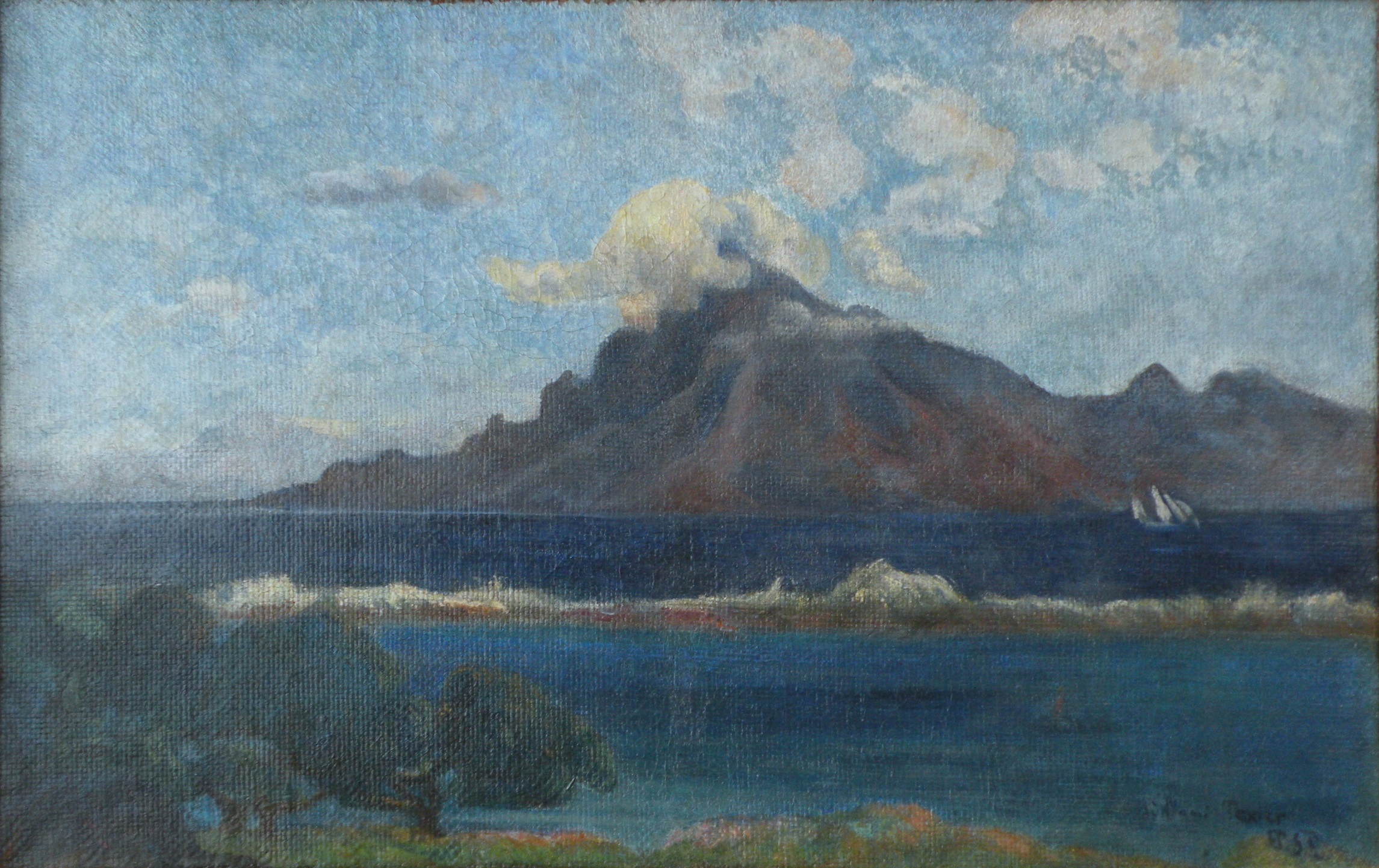
ポール・ゴーギャン, Paysage de Te Vaa (1896年)
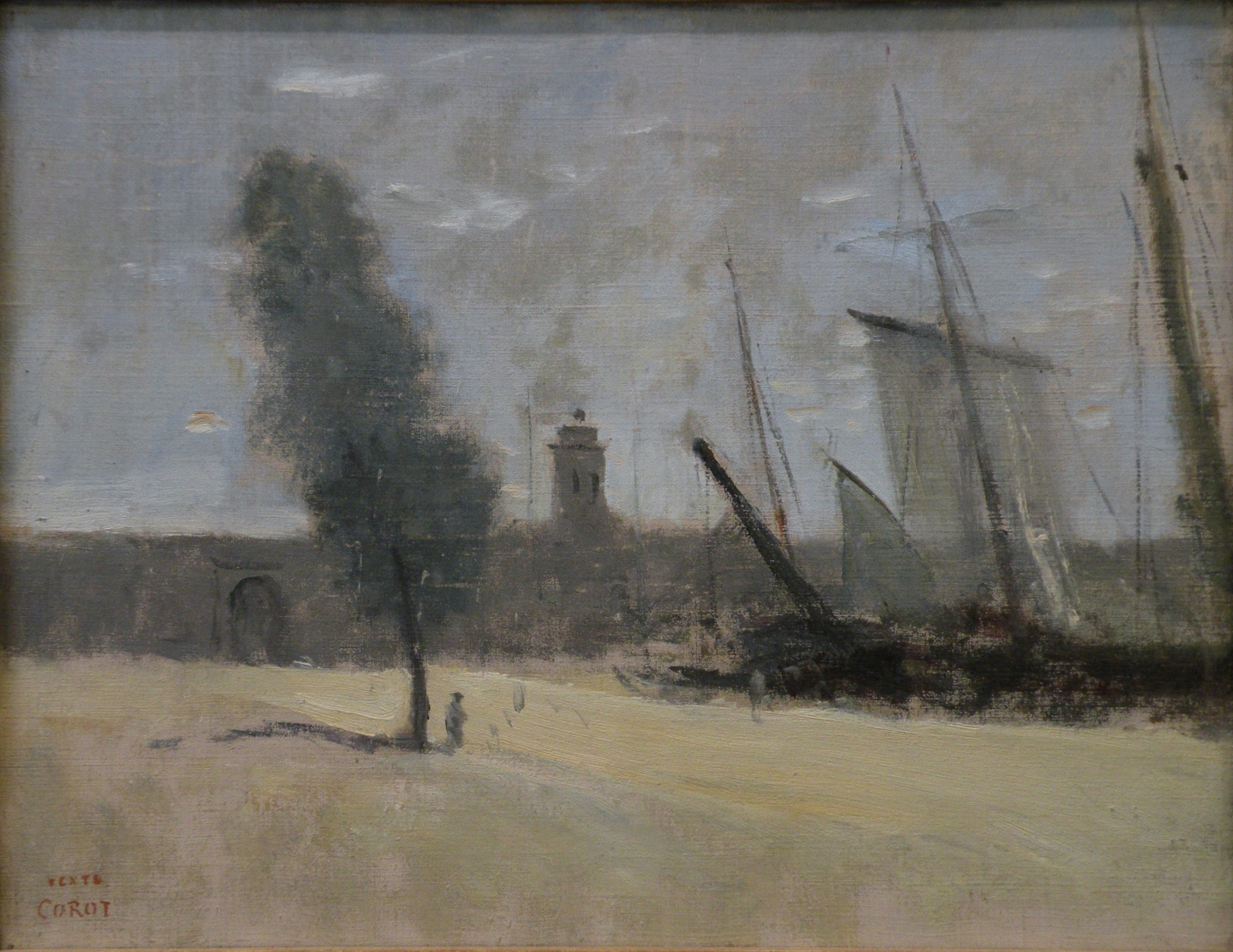
ジャン＝バティスト・カミーユ・コロー, Dunkerque, remparts et porte d'entrée du port (1873年)
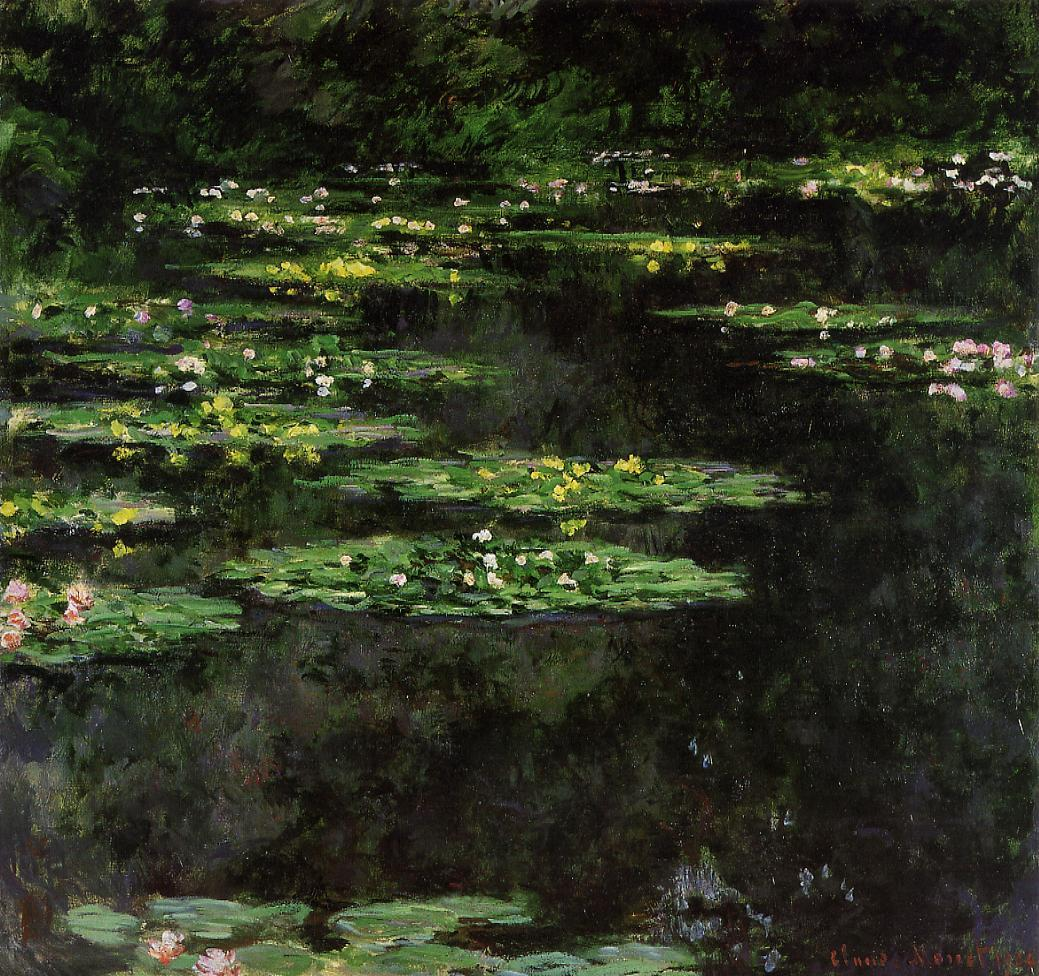
クロード・モネ, Les Nymphéas (1906年)
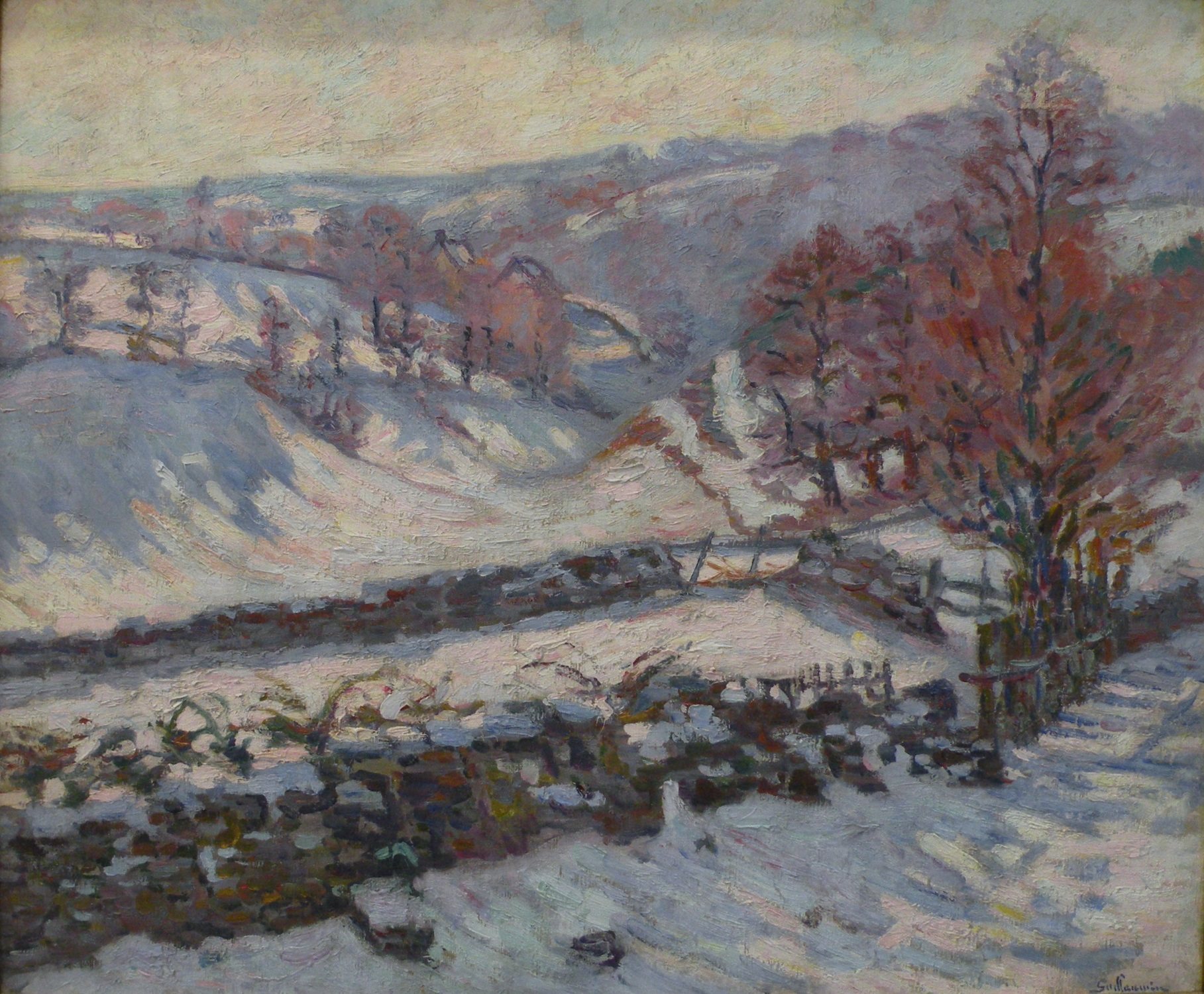
アルマン・ギヨマン, Paysage de neige à Crozant (1895年頃)
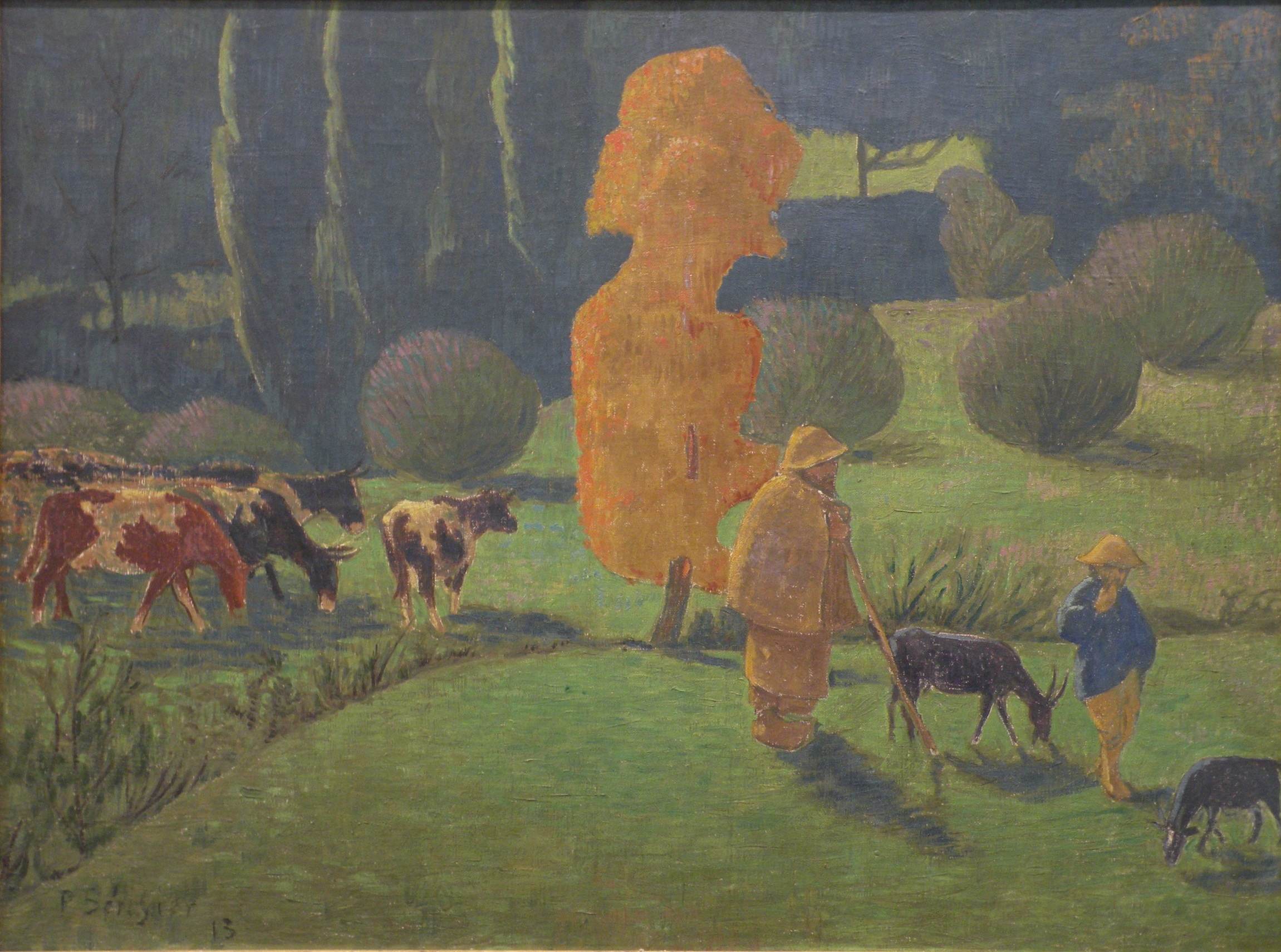
ポール・セリュジエ, Le Berger Corydon (1913年)
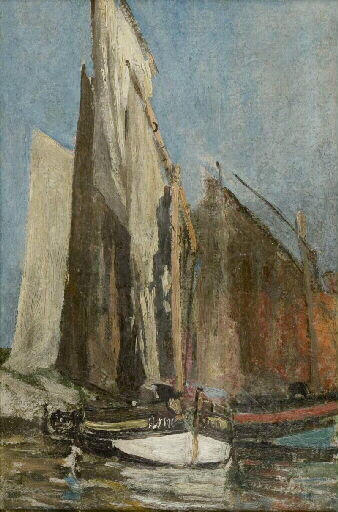
ウジェーヌ・ブーダン, Etude pour des barques de pêche
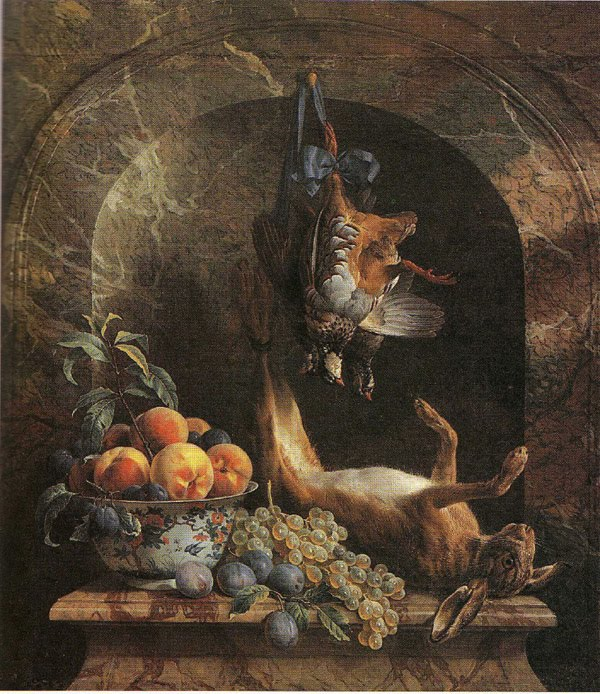
アレクサンドル＝フランソワ・デポルト, Nature morte aux fruits et au gibier
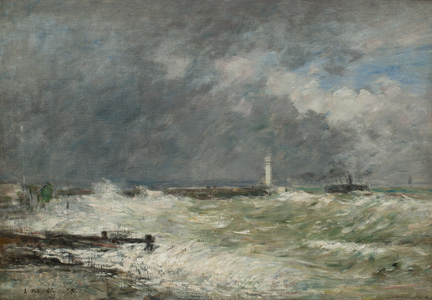
ウジェーヌ・ブーダン, Entrée des jetées du Havre par gros temps (1895年)
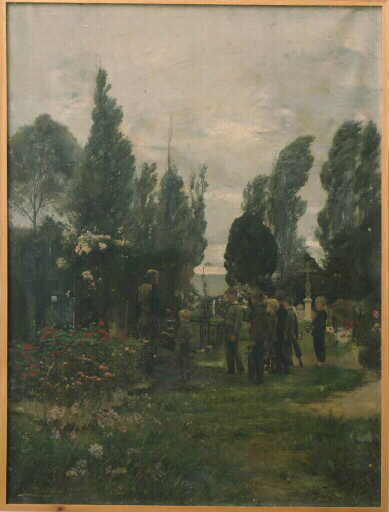
エドゥアール・ジョゼフ・ダンタン, Enterrement d'un enfant à Villerville (1884年)
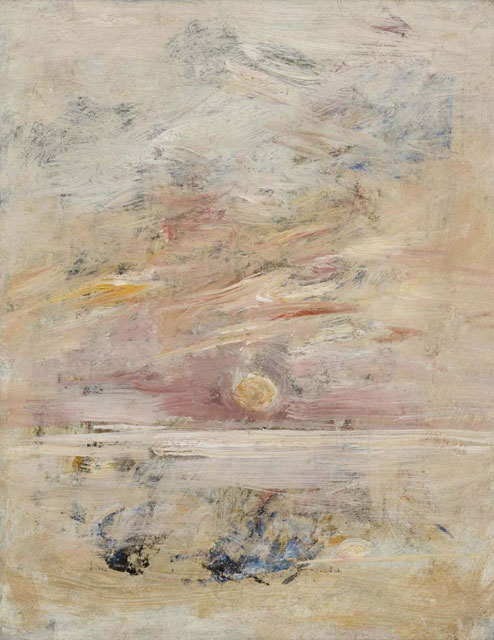
ウジェーヌ・ブーダン, Coucher de soleil au bord de la mer (1888年-1895年頃)
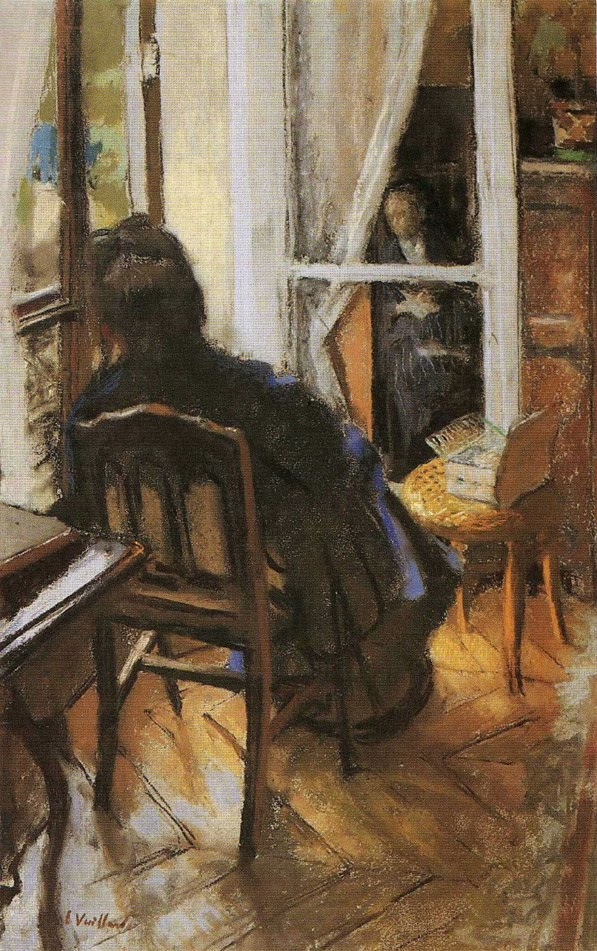
エドゥアール・ヴュイヤール, A la fenêtre
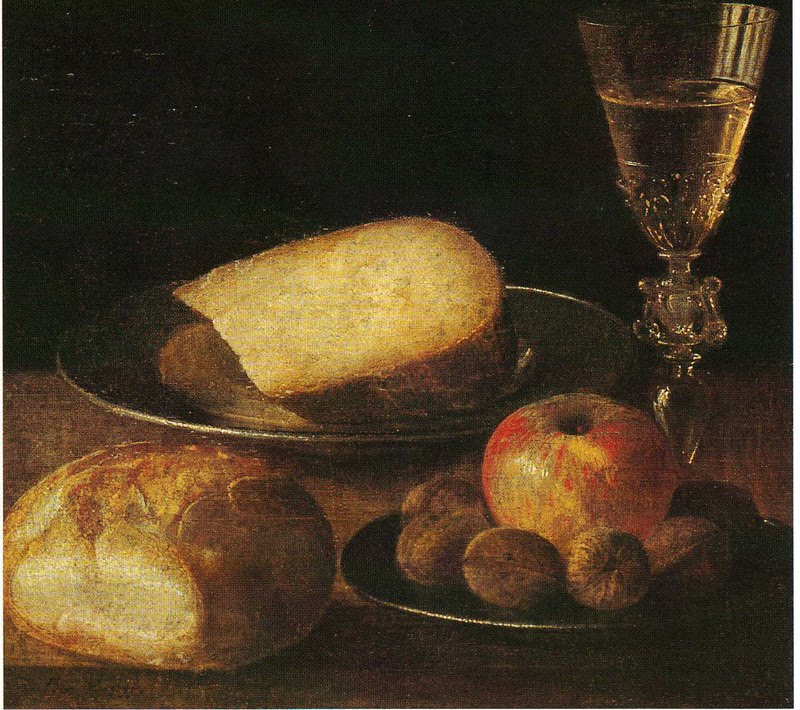
セバスティアン・ストッスコップフ, Nature morte aux fruits, fromage et pain
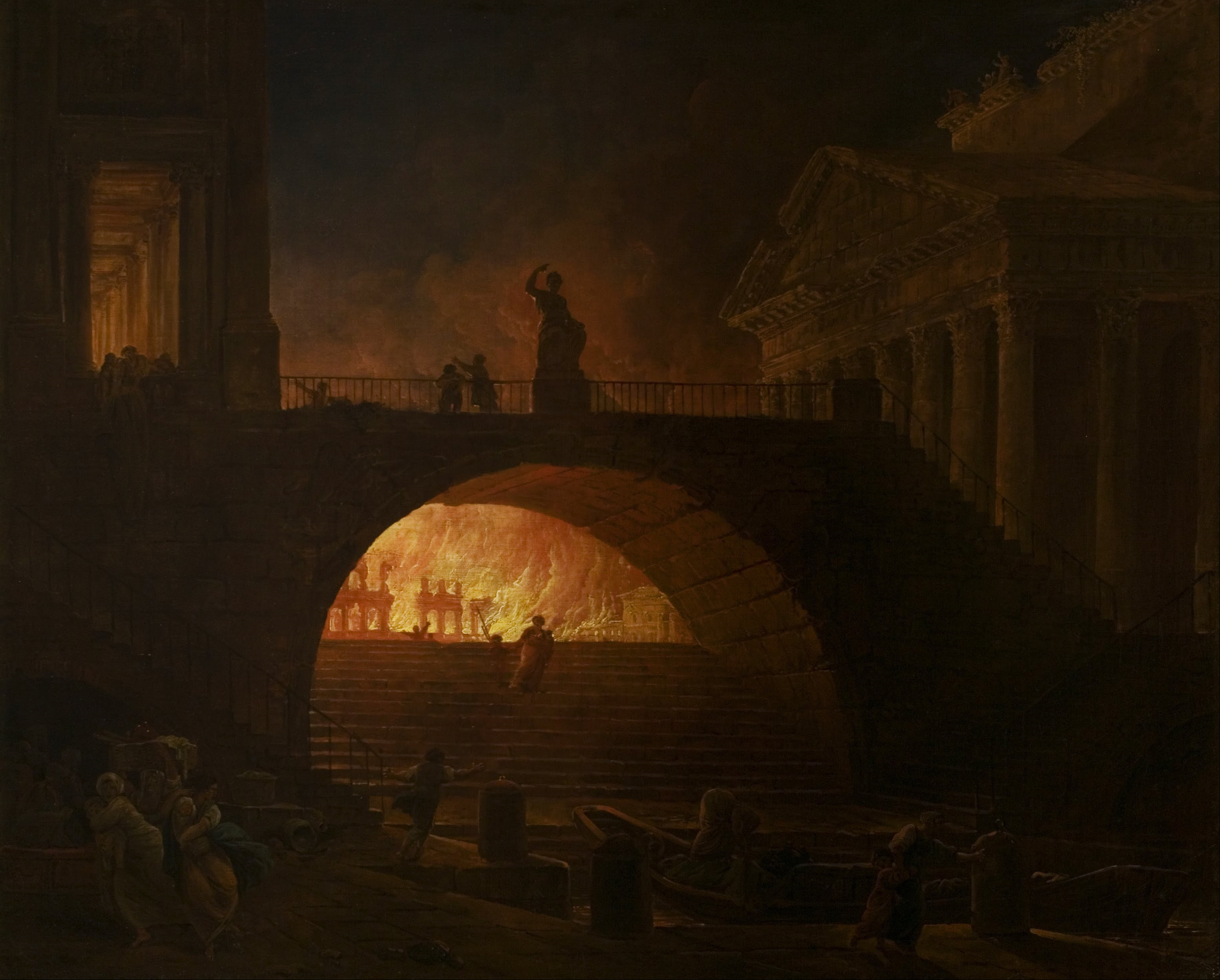
ユベール・ロベール, The Fire of Rome, 18 July 64 AD
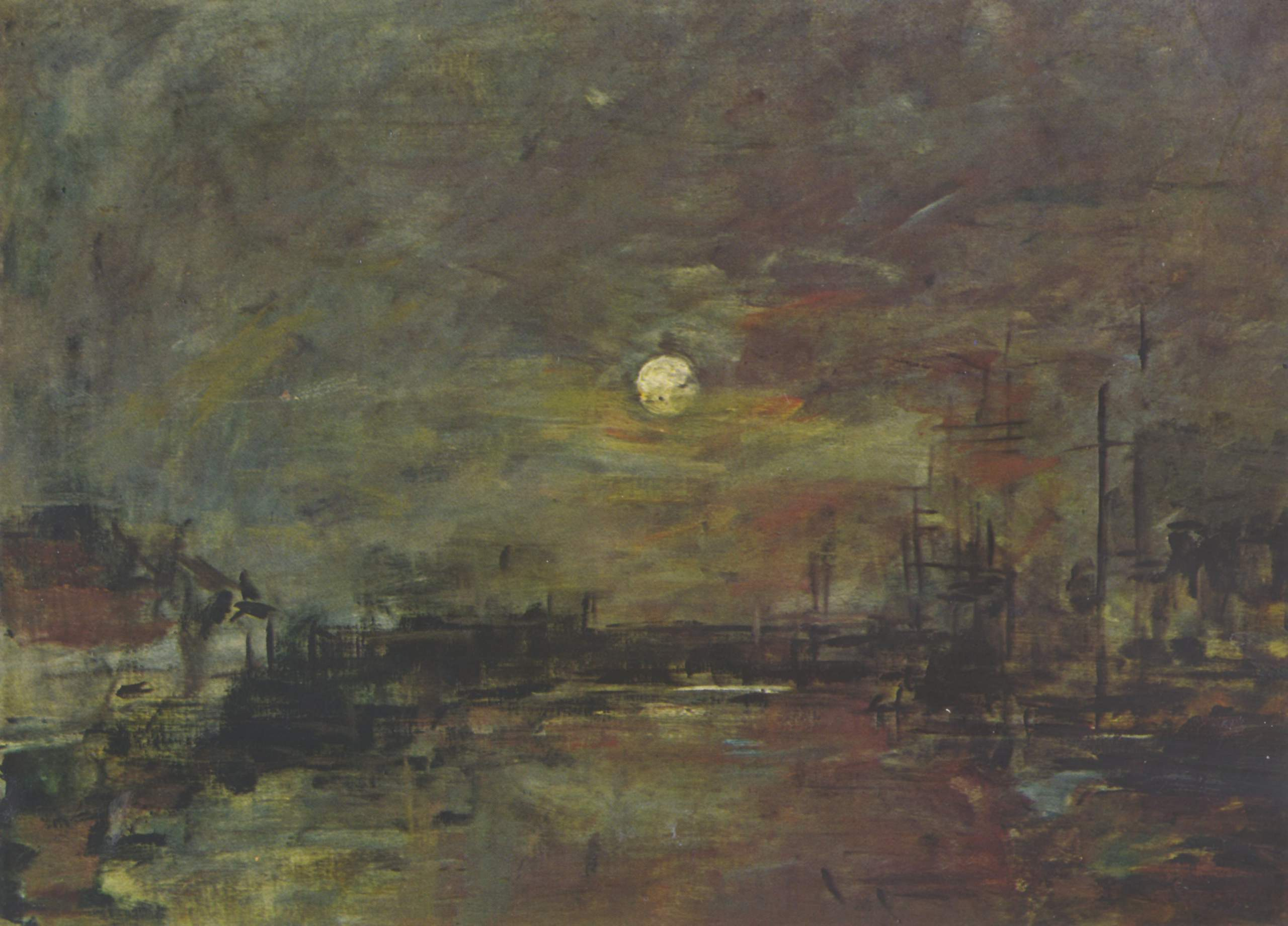
ウジェーヌ・ブーダン, Dusk over the port of Le Havre
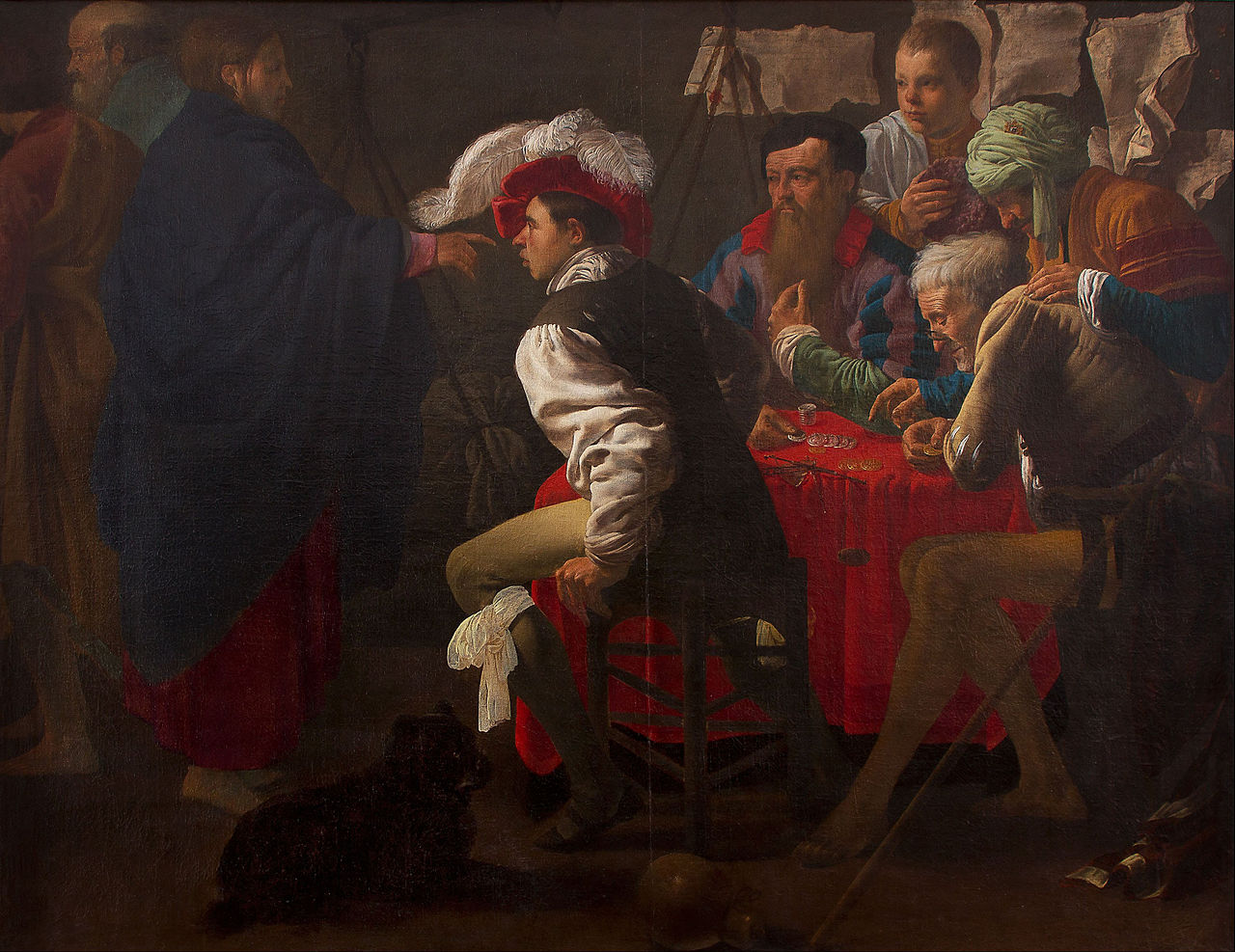
ヘンドリック・テル・ブルッヘン, The Calling of St. Matthew
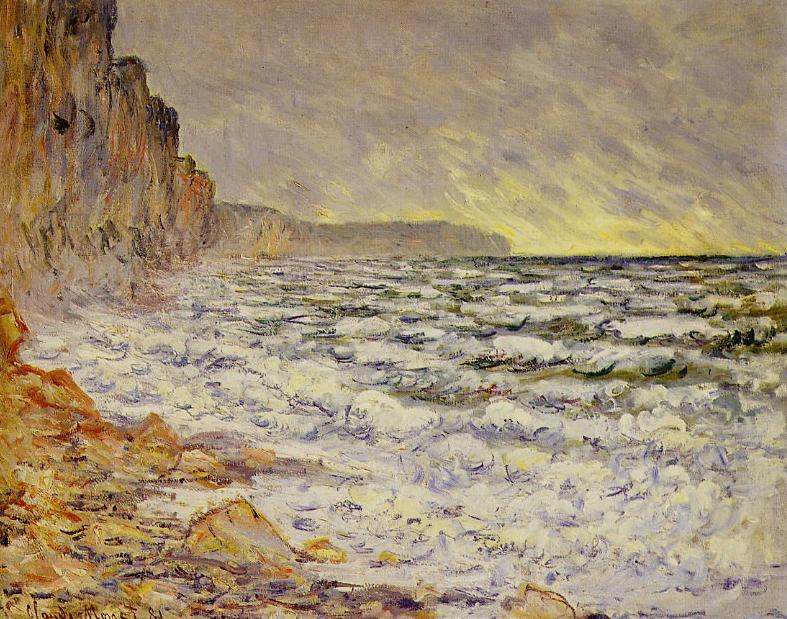
クロード・モネ, Fécamp, bord de mer (1881年)
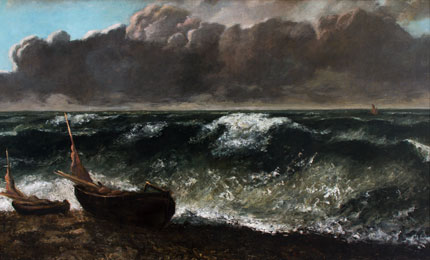
ギュスターヴ・クールベ, The Wave (1869年)
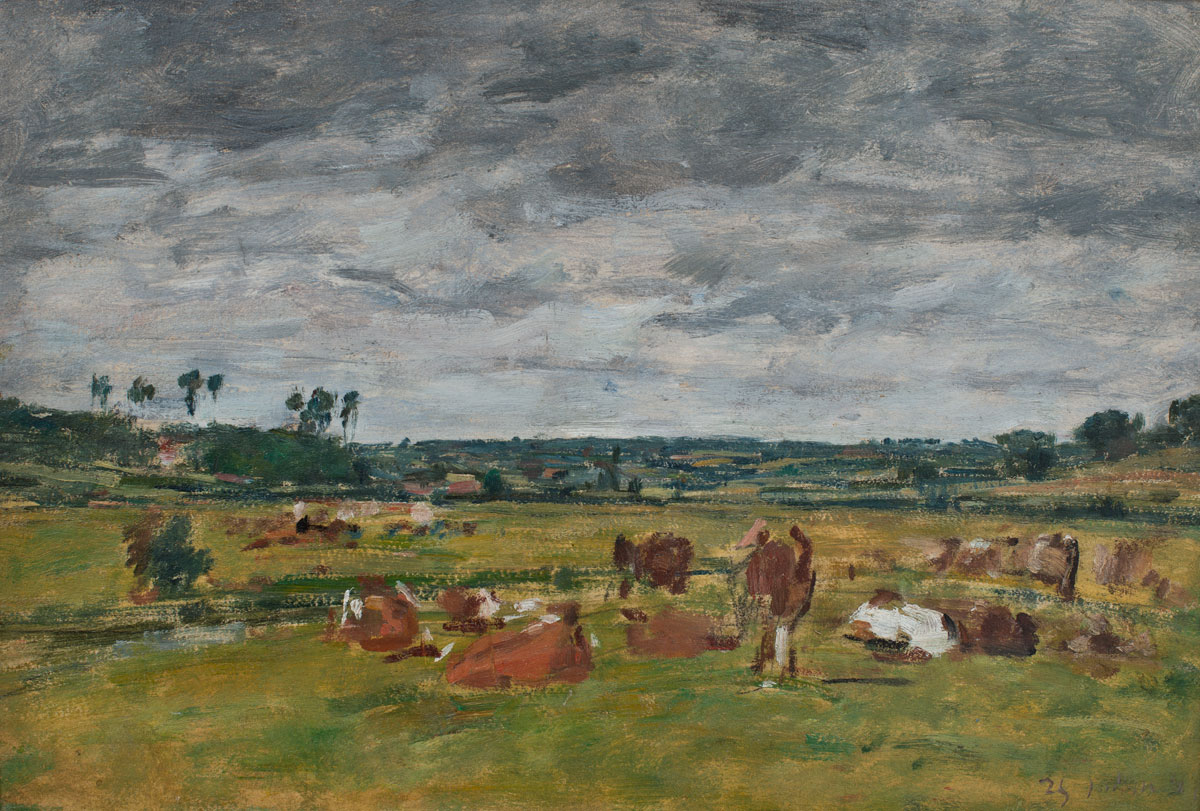
ウジェーヌ・ブーダン, Landscape with Cows (1881年)
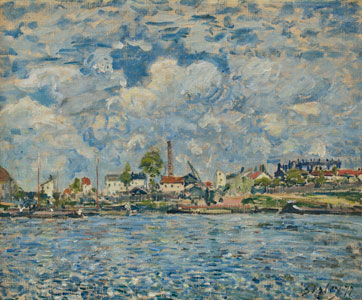
アルフレッド・シスレー, La Seine au point du jour (1877年)
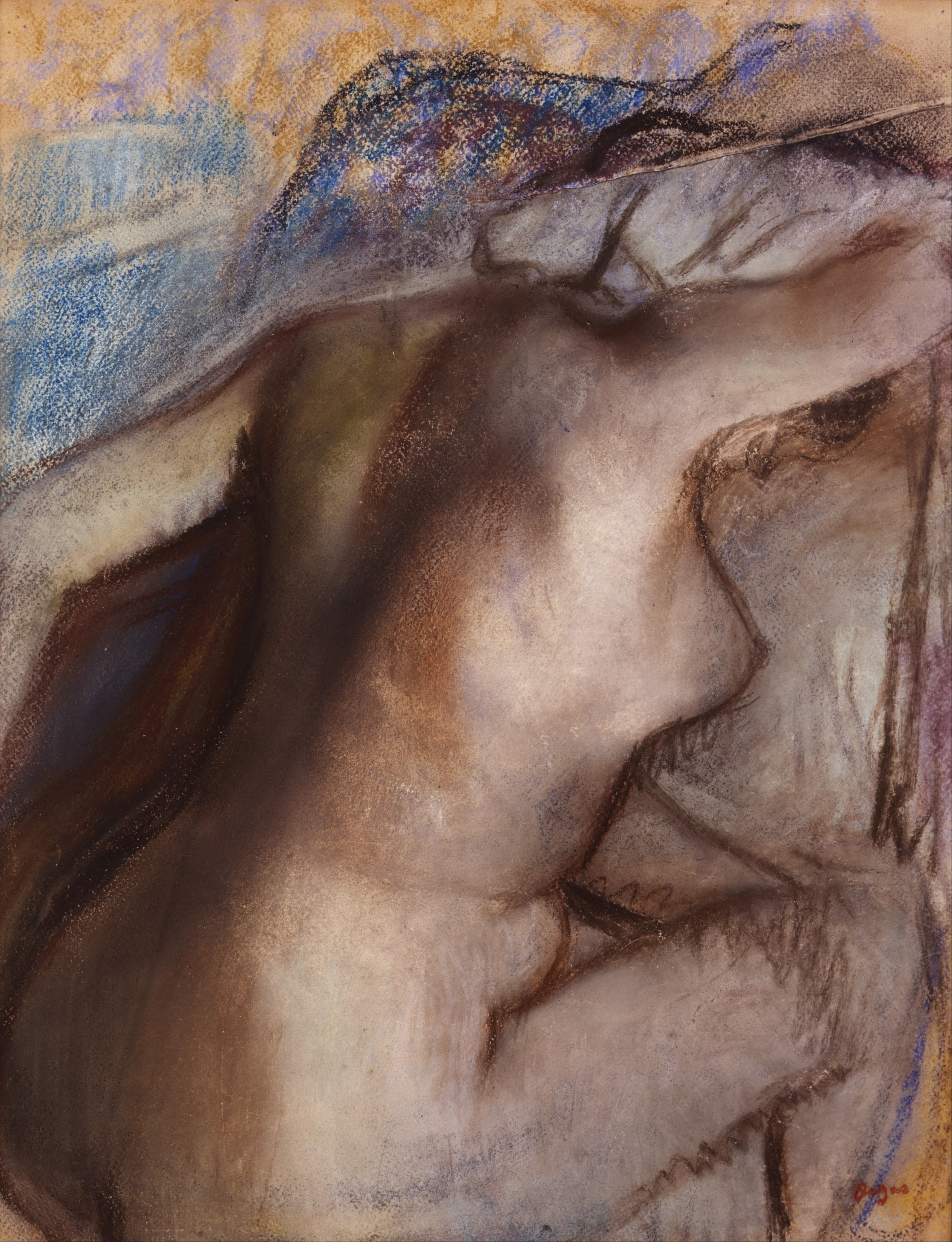
エドガー・ドガ, After the Bath, Woman Drying Herself (1884年–1886年頃, reworked 1890年-1900年)